# Antiguo Gasómetro

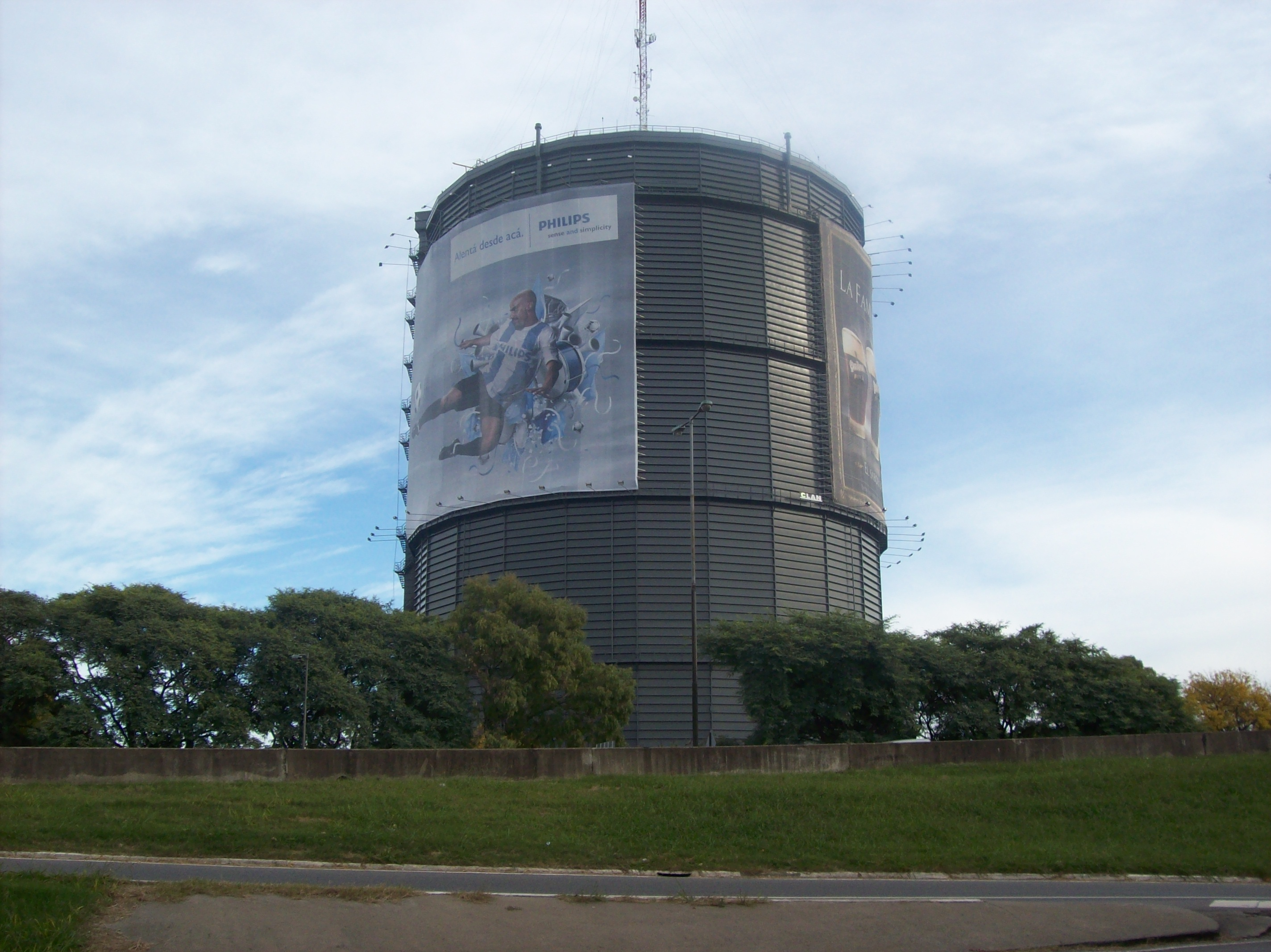
Antiguo gasómetro junto a la Avenida General Paz, se ubica en el Partido de San Martín a unos 145 m del cruce de la Av. Gral. Paz con la porteña Avenida de los Constituyentes.

El Antiguo Gasómetro es un reservorio de gas manufacturado ubicado en el partido de General San Martín, sobre las inmediaciones de los barrios Villa Maipú, Saavedra y Villa Martelli.
Se encuentra declarado de interés histórico nacional por el Decreto 1536/2009 por parte de la Comisión Nacional de Museos y de Monumentos y Lugares Históricos dependiente de la Secretaría de Cultura de la Nación.
El gasómetro fue construido por técnicos alemanes luego de la Segunda Guerra Mundial para usarse para almacenar gas de carbón de coque.
Cuenta con 85 metros de altura y es considerado "el único gasómetro argentino de grueso calibre que sigue en pie" y "el más grande de América".
Fue construido por la empresa Maschinenfabrik Augsburg-Nürnberg (MAN) entre 1948 y 1951.